# Luis Cessa
Luis Enrique Cessa (* 25. April 1992 in Cordoba, Veracruz) ist ein mexikanischer Baseballspieler. Er spielt seit 2021 bei den Cincinnati Reds in der Major League Baseball (MLB) als Pitcher.

## Karriere
Cessa unterschrieb im Juli 2008 bei den New York Mets als Free Agent. Sein professionelles Debüt gab er 2009 bei den Dominican Summer League Mets. Cessa war in seinen ersten beiden Saisons ein Shortstop. Seit 2011 spielt er als Pitcher. Am 31. Juli 2015 tauschten die Mets Cessa und Michael Fulmer gegen Yoenis Céspedes der Detroit Tigers. Er wurde nach der Saison in den 40-Man Roster der Tigers aufgenommen. Am 9. Dezember 2015 tauschten die Tigers Cessa und Chad Green gegen Justin Wilson der New York Yankees.

### New York Yankees
Cessa wurde 2016 in den Opening Day Roster der Yankees aufgenommen. Sein Debüt in der Major League gab er am 8. April. Er warf zwei Innings, erlaubte dabei zwei Hits, einen Homerun und erzielte zwei Strikeouts. Den Rest der Saison verbrachte Cessa zwischen den Yankees und den Triple-A Team Scranton/Wilkes-Barre RailRiders.
Cessa begann die Saison mit Scranton/Wilkes-Barre RailRiders, bevor er im Juni zu den Yankees gerufen wurde. Im August wurde Cessa auf die Disabled List gesetzt, nachdem eine Brustkorbverletzung seine Saison frühzeitig beendete.
Cessa verbrachte die meiste Zeit der Saison wieder bei den Scranton/Wilkes-Barre RailRiders und wurde von den Yankees in den Major League in verschiedenen Rollen eingesetzt. Cessa begann 5 Spiele und beendete 6 für die Yankees. Dabei erzielte er ein Paar von drei Inning Saves.
Cessa verbrachte die Saison 2019 als Vollzeit-Reliever für die Yankees und erzielte in 81 Innings ein ERA von 4,11 und ein K/9 von 8,3.
Am 4. Juli 2020 wurde bekannt gegeben, dass Cessa positiv auf COVID-19 getestet worden war. In 16 Spielen für die Yankees in der durch die Pandemie verkürzten Saison 2020 verzeichnete Cessa ein ERA von 3,32 und K/9 von 7,1.
In 29 Einsätzen für die Yankees im Jahr 2021 erzielte Cessa eine Bilanz von 3-1 mit einem ERA von 2,82 und 31 Strikeouts in 38,1 Innings.

### Cincinnati Reds
Am 28. Juli 2021 tauschten die Yankees Cessa und Justin Wilson gegen Jason Parker an die Cincinnati Reds. In 24 Einsätzen für die Reds erzielte Cessa ein Ergebnis von 2-1 mit einem ERA von 2,05 und 23 Strikeouts.
Am 22. März 2022 unterzeichnete Cessa einen Vertrag über 1,8 Millionen Dollar mit den Reds.